# Этисхайм
Этисхайм (нем. Ötisheim) — община в Германии, в земле Баден-Вюртемберг. Подчиняется административному округу Карлсруэ. Входит в состав района Энц. 
Население составляет 4819 человек (на 31 декабря 2010 года). Занимает площадь 14,27 км². 